# Waubun (Minnesota)
Pour les articles homonymes, voir Waubun.
Waubun est une ville américaine située dans le Comté de Mahnomen, dans le Minnesota. Selon le recensement de 2010, sa population est de 400 habitants.